# Bundesverband der Deutschen Transportbetonindustrie
Der Bundesverband der Deutschen Transportbetonindustrie e. V.  ist ein Branchenverband der Transportbetonhersteller und des Betonfördergewerbes in Deutschland. Im Zentrum der Verbandsaktivitäten stehen Betontechnologie und Umwelt, Wirtschaftspolitik, Forschung, Aus- und Weiterbildung sowie die Arbeitssicherheit. Der Arbeit des Verbandes wird über dessen Vorstand sowie verschiedene Arbeitsausschüssen und Gremien gesteuert und von einer Geschäftsstelle in Berlin umgesetzt. Die Arbeit der Vorstände und der Mitglieder der Verbandsgremien erfolgt ehrenamtlich. Der Bundesverband Transportbeton ist Systembetreiber des im Jahr 2016 gegründeten Concrete Sustainability Councils (CSC) in Deutschland. Das Concrete Sustainability Council (CSC) ist ein weltweites Zertifizierungssystem, das Unternehmen im Bereich Beton, Zement und Gesteinskörnung Aufschluss darüber gibt, inwieweit ökologisch, sozial und ökonomisch verantwortlich operiert wird.

## Mitglieder
Die Fachgruppen, Fachvereinigungen und Abteilungen aus den Bereichen Transportbeton und Betonförderung folgender Verbände sind Mitglied im Bundesverband Transportbeton:
- Industrieverband Steine und Erden Baden-Württemberg e. V.
- Bayerischer Industrieverband Baustoffe, Steine und Erden e. V.
- Unternehmerverband Mineralische Baustoffe (UVMB) e. V.
- vero – Verband der Bau- und Rohstoffindustrie e. V.
- Verband der Transportbeton- und Mörtelindustrie Hessen – Rheinland-Pfalz e. V.
- Verband der Baustoffindustrie Saarland e. V.

## Mitgliedschaften
Der BTB ist Mitglied im Bundesverband Baustoffe – Steine und Erden (BBS) und über diesen indirektes Mitglied im Bundesverband der Deutschen Industrie (BDI). Die Berücksichtigung der Branche bei europäischen Normungsverfahren und der europäischen Gesetzgebung wird durch Zusammenarbeit mit dem Europäischen Transportbetonverband ERMCO sichergestellt, in dem der Bundesverband Transportbeton ebenso Mitglied ist.

## Geschichte
Um den Entwurf einer Norm für die Definition, die Eigenschaften, die Regelung von Produktion und Lieferung sowie Regeln zur Eigen- und Fremdüberwachung für Transportbeton zu erstellen, wurde 1959 die Interessengemeinschaft Transportbeton e.V. (ITB) gegründet. 1963 wurde die Interessengemeinschaft Transportbeton zum Technisch-Wissenschaftlichen Verein Deutscher Transportbeton-Werke e.V. (VDT), umstrukturiert, der sich zum Ende des Jahres 1965 auflöste, um formell die Voraussetzungen für die Gründung des Bundesverbandes der Deutschen Transportbetonindustrie zu schaffen.

## Präsidenten
- Wilhelm Weber (1966–1969 und 1970–1983)
- Hans-Rudi Schröder (1969–1970)
- Hermann Warmke (1983–1993)
- Dietrich Ilius (1993–1995)
- Kurt Bischof (1995–2003)
- Erwin Kern (2003–2023), seit 2023 Ehrenpräsident
- Felix Manzke (seit 2023)